# Jonas Erici
Jonas Erici, född 1539 i Ekebyborna socken, Östergötlands län, död där 1619, var en svensk präst i Ekebyborna församling.

## Biografi
Jonas Erici föddes 1539 i Ekebyborna socken. Han var son till kyrkoherden Ericus Bartolli. Erici blev 1565 kyrkoherde i Ekebyborna församling, Ekebyborna pastorat. Han avled 1619 i Ekebyborna socken.
Erici skrev under riksdagsbeslutet 25 januari 1569 i Stockholm och Uppsala möte 1593.

### Familj
Erici gifte sig med Margareta Holm. Hon var dotter till kyrkoherden Nicolaus Jonæ i Vadstena. De fick tillsammans barnen Ericus Drysander (1589–1653), Petrus Drysander (1590–1645) och Elisabeth. Barnen tog efternamnet Drysander.